# مدی (پاکستان)
میدی (به انگلیسی: Maddi) یک شهرک در پاکستان است که در ناحیه دیره اسماعیل خان واقع شده‌است.